# CHASOS (Kunstprojekt)
CHASOS war ein satirisches Kunstprojekt, das 2011 von Andreas Heusser ins Leben gerufen wurde. Es bestand aus der Gründung der fiktiven Hilfsorganisation "Christlich-Humanitäre Asyl-Selbsthilfe-Organisation Schweiz" (CHASOS) und mehreren Aktionen ihres Präsidenten, Pastor Wilfried Stocher.

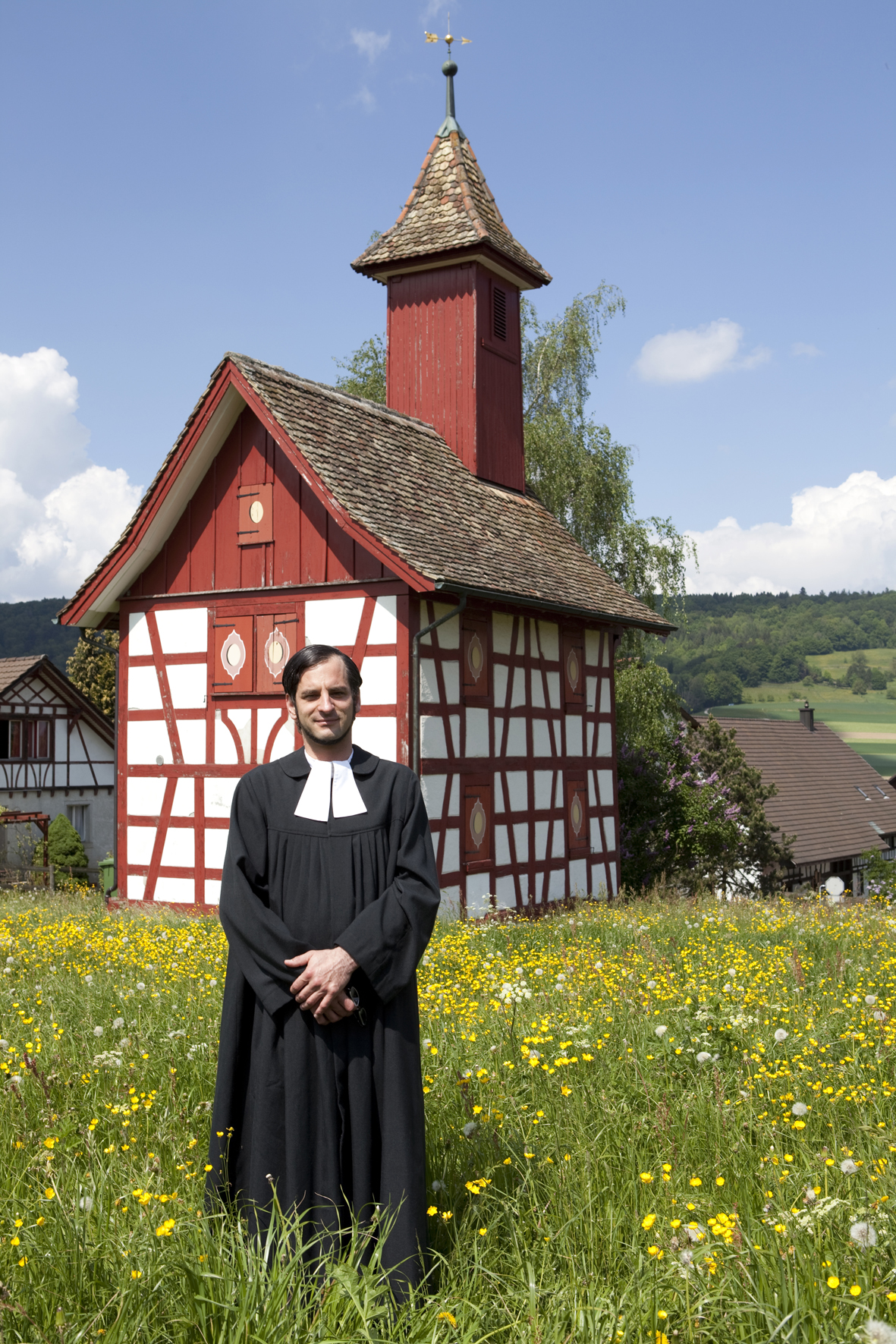
Pfarrer Wilfried Stocher vor seiner Kirche in Schleinikon, 2011

## Kunst vs. Politik
Das Projekt wurde 2011 im Rahmen der politischen Debatten über die befürchteten "Flüchtlingswellen" in der Schweiz aufgrund des Arabischen Frühlings durchgeführt. Obwohl die Schweiz eine lange humanitäre Tradition hat und immer noch eines der reichsten Länder der Welt ist, waren viele Schweizer Politiker und christliche Kirchenvertreter nicht darum besorgt, wie die Schweiz helfen kann, sondern wie sie die Flüchtlinge abwehren kann. "Die Schweiz platzt aus allen Nähten. Wir können nicht Tausende Nordafrikaner aufnehmen und finanzieren. Das wäre staatliche Förderung von Asylmissbrauch." (Lukas Reimann, SVP). Das satirische Projekt zielte darauf ab, den moralischen Status dieser Argumente durch Methoden der subversive Affirmation und Parodie zu hinterfragen.

## Präventionskampagne für Ausländer
Das Projekt begann mit der Veröffentlichung eines Propaganda-Videos, in dem ein Pastor potenzielle "Flüchtlingswellen" anspricht und versucht, sie davon abzuhalten, in die Schweiz zu "rollen". Das Video war eine Satire auf ein vom Bund produziertes Abschreckungsvideo, das sich an potenzielle Migranten aus Afrika richtete.

## Petition Kunstverlagerung
Der Pfarrer startete auch eine Online-Petition, die verlangte, dass alle Subventionen für Künstler und Kultureinrichtungen ausgesetzt werden und ihre Mittel und Räume für die Flüchtlingshilfe verwendet werden sollten. Die Petition löste viele empörte Reaktionen aus, vor allem unter Kulturschaffenden.

## Flüchtlingslagerhalle 32
Während der Art Basel wurde in Halle 32 ein trostloses Flüchtlingslager errichtet, das nur mit dem Notwendigsten ausgestattet war. Es war mit einem hohen, elektronisch gesicherten Stacheldraht umzäunt und videoüberwacht. Seine Hauptfunktion bestand offensichtlich nicht darin, Flüchtlingen Schutz zu gewähren, sondern die Schweizer Bevölkerung vor ihnen zu schützen. Laut Künstler war ursprünglich beabsichtigt, dass während der Dauer der Art Basel "echte" Flüchtlingen darin hausten, aber die designierten Teilnehmer stiegen bereits vor Projektbeginn aus, so dass das Lager leer blieb.

## Rezeption
Das Projekt wurde in den Medien kontrovers diskutiert und warf die Frage auf, wie weit politische Kunst gehen kann oder muss, um Aufmerksamkeit zu erregen.